# Prisopus phacellus
Prisopus phacellus är en insektsart som beskrevs av John Obadiah Westwood 1859. Prisopus phacellus ingår i släktet Prisopus och familjen Prisopodidae. Inga underarter finns listade i Catalogue of Life.